# واریز، اور-ا-لوآر
واریز، اور-ا-لوآر (به فرانسوی: Varize, Eure-et-Loir) یک کمون در فرانسه است که در Canton of Orgères-en-Beauce واقع شده‌است.

## خصوصیات
واریز ۱۳٫۸۵ کیلومترمربع مساحت و ۲۱۰ نفر جمعیت دارد و ۱۱۸ متر بالاتر از سطح دریا واقع شده‌است.